# 穆万维尔拉热兰
穆万维尔拉热兰（法語：Moinville-la-Jeulin，法語發音：[mwɛ̃vil la ʒølɛ̃]）是法国厄尔-卢瓦省的一个市镇，位于该省东部，属于沙特尔区。

## 地理
穆万维尔拉热兰（48°22'47"N, 1°42'1"E）面积6.05 平方千米，位于法国中央-卢瓦尔河谷大区厄尔-卢瓦省，该省份为法国北部内陆省份，北起顺时针与厄尔省、伊夫林省、埃松省、卢瓦雷省、卢瓦-谢尔省、萨尔特省和奧恩省接壤。
与穆万维尔拉热兰接壤的市镇（或旧市镇、城区）包括：瓦斯、桑特伊、布瓦维尔拉圣佩尔、瓦维尔。

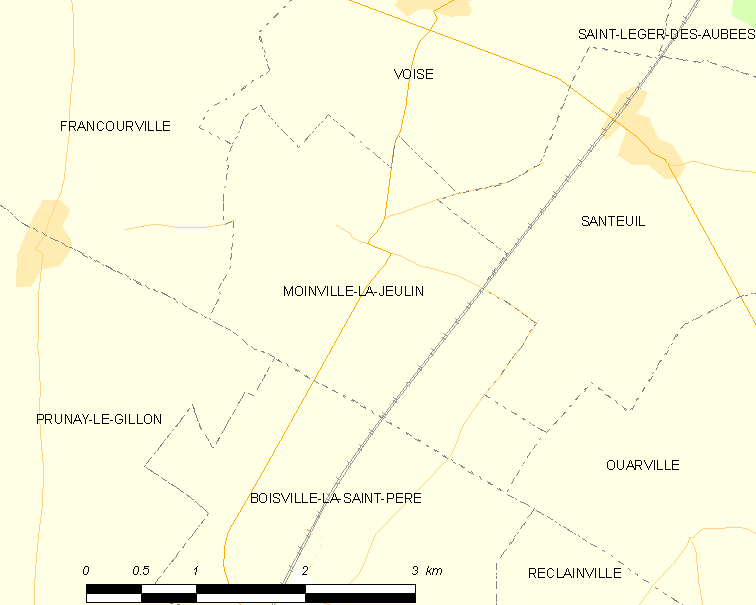
穆万维尔拉热兰的OSM定位图

穆万维尔拉热兰的时区为UTC+01:00、UTC+02:00（夏令时）。

## 行政
穆万维尔拉热兰的邮政编码为28700，INSEE市镇编码为28255。

## 政治
穆万维尔拉热兰所属的省级选区为欧诺县。

## 人口

1962-2008年间穆万维尔拉热兰人口变化图示

穆万维尔拉热兰于2022年1月1日时的人口数量为160人。